# کارلوس آلبرتو سوزا دوس سانتوس
کارلوس آلبرتو سوزا دوس سانتوس (به پرتغالی: Carlos Alberto Souza dos Santos) هافبک اهل برزیل است که در شهر Vianópolis و در تاریخ ۹ دسامبر ۱۹۶۰ به دنیا آمده‌است.
کارلوس آلبرتو سوزا دوس سانتوس در تیم‌های فوتبال Goiás، Novorizontino، Botafogo، کاشیما آنتلرز، شیمیزو اس-پالس، ویسل کوبه، Thespa Kusatsu سابقهٔ حضور دارد.